# Elton John

Logo del cantante

Elton Hercules John (nacido como Reginald Kenneth Dwight; Pinner, Middlesex, Inglaterra, 25 de marzo de 1947) es un pianista, cantante, compositor y músico de rock y pop británico. Con una carrera de más de sesenta años, ha lanzado más de treinta álbumes de estudio y ha vendido más de trescientos millones de copias en todo el mundo, siendo uno de los artistas musicales más exitosos de la historia.
Ha colaborado con él poeta Bernie Taupin, quién ha sido y es su letrista desde 1967 y muchas de sus canciones han alcanzado la cima de las listas de éxito en el mundo. Es el único artista en mantener al menos una canción dentro del Billboard Hot 100 durante treinta años consecutivos, desde 1970 hasta 2000. Su canción «Candle in the Wind 1997», reescrita en ocasión de la muerte de Diana de Gales, vendió más de treinta y tres millones de copias y es el segundo sencillo más vendido en la historia. Su trabajo también se ha extendido hacia la producción y, en ocasiones, la actuación.
Nacido y criado en Pinner, suburbio de Londres, John aprendió a tocar el piano a una edad muy temprana. Formó su primera banda, Bluesology, en 1962, y se alió con el poeta y letrista Bernie Taupin en 1967. Durante los siguientes dos años escribieron canciones para otros artistas como Lulu, y al mismo tiempo, trabajó para las bandas The Hollies y The Scaffold. 
En 1969 debutó con el álbum Empty Sky y logró el éxito en 1970 con Elton John, cuya canción «Your Song» alcanzó los primeros lugares en las listas de éxito de Estados Unidos y Reino Unido. Otras canciones importantes, icónicas, simbólicas, trascendentes y representativas de su discografía son: «Tiny Dancer» y «Levon» de 1971, «Rocket Man», «Crocodile Rock» y «Daniel»  de 1972, «Goodbye Yellow Brick Road», «Bennie and the Jets» y «Candle in the Wind» de 1973, «Someone Saved My Life Tonight» y  «Philadelphia Freedom» de 1975, «Don't Go Breaking My Heart» y «Sorry Seems to Be the Hardest Word» de 1976, entre otras. 
Tras décadas de éxito comercial, incursionó con gran acogida en el teatro musical a finales del siglo XX, tanto en West End como en Broadway, componiendo la música de El rey león (película y obra de teatro), Aida y Billy Elliot.
Ha ganado cinco premios Grammy, cinco premios Brit (dos de ellos honoríficos por su «contribución a la cultura británica» a través de su música), dos Globos de Oro, un Tony, un Emmy, un Disney Legends, dos Óscares (uno compartido con Tim Rice y el otro con Bernie Taupin) y el Premio Kennedy. En 2024, pasó a formar parte de la famosa lista de los EGOT.
En 2004, la revista Rolling Stone lo ubicó en el puesto 49 de su lista de los «cien músicos más influyentes de la era del rock and roll» y en 2013 fue nombrado por Billboard como el cantante de mayor éxito en el Billboard Hot 100 All-Time Top Artists y tercero en general detrás de The Beatles y Madonna. Cuatro de sus canciones fueron incluidas en la lista de las quinientas mejores canciones de la historia realizada por la revista Rolling Stone en 2021: «Tiny Dancer» (47), «Rocket Man» (149), «Your Song» (202) y «Bennie and the Jets» (371).
En 1994 fue incluido en el Salón de la Fama del Rock y en el Salón de la Fama de Compositores, además de ser miembro de la Academia Británica de Cantautores y Compositores. En 1996, fue nombrado «Caballero» después de ser nombrado Comendador de la Orden del Imperio Británico por la reina Isabel II por sus «servicios hacia la música y actos caritativos» y el apelativo de Sir fue añadido a su nombre. La biopic Rocketman, basada en su vida y dirigida por Dexter Fletcher, fue estrenada el 31 de mayo de 2019 y distribuida por Paramount Pictures.
El 8 de julio de 2023, John realizó su último concierto en Estocolmo, Suecia, en el Tele2 Arena. Al abrir el espectáculo, John dijo: «Buenas noches, Estocolmo, bueno, esto es todo». John ha dicho que seguirá «haciendo algún que otro espectáculo» a pesar de su retiro de las giras.
Es uno de los promotores más importantes en la lucha contra el sida desde finales de los ochenta y creó la Fundación Elton John contra el VIH/sida en 1992, encargada de la fiesta de after party de la ceremonia de los Óscar, considerada una de las celebraciones de más alto perfil de Hollywood. Desde su fundación, la organización ha reunido más de $200 millones de dólares.
John anunció que era bisexual en 1976, pero fue a partir de 1988 cuando se consideró abiertamente homosexual. En 2005 se comprometió mediante un contrato de unión civil con David Furnish, con quien contrajo matrimonio en 2014, después de que se legalizara el matrimonio igualitario en Inglaterra y Gales.

## Biografía
Registrado con el nombre Reginald Kenneth Dwight, nació el 25 de marzo de 1947, en la localidad inglesa de Pinner (Gran Londres). Su padre fue Stanley Dwight (15 de enero de 1925-12 de diciembre de 1991) y su madre fue Sheila Eileen Dwight (13 de marzo de 1925-4 de diciembre de 2017). Cierto día la madre encontró al pequeño Elton interpretando en el piano de la casa una melodía que acababa de escuchar en la radio. Desde entonces fue incentivado por su abuela para que tocara el piano y fuera músico; con cuatro años ya podía interpretar melodías simples, y a los siete tocaba música en fiestas familiares. Por aquellos años admiraba a Elvis Presley, Bill Haley & His Comets, Little Richard, Jerry Lee Lewis, entre otros.
Fue educado en la Royal Academy of Music gracias a una beca que consiguió en 1958, a la edad de once años. A partir de entonces comenzó a frecuentar dicho establecimiento y a recibir clases los sábados y a actuar en el coro. Con el tiempo empezó a darse cuenta de que lo suyo no era la música clásica, por lo que seis años después, en 1964, decidió abandonar esta institución para dedicarse a la música rock.
A los 15 años trabajaba como pianista en un pub cercano donde le llamaban Reggie. Allí interpretaba a menudo canciones de Ray Charles y Jim Reeves. En 1962 Reggie y unos amigos formaron la banda Bluesology, que prosperó como banda soporte de otros artistas de la época durante tres años. Allí conoció al cantante Long John Baldry. Como homenaje a él y al saxofonista Elton Dean adoptó el nombre artístico de Elton John. En 1969 formó parte de la banda Argosy, formada por Roger Hodgson, Caleb Quaye y Nigel Olsson. La única grabación del grupo fueron dos canciones, «Mr. Boyd» e «Imagine», compuestas por Hodgson y publicadas como sencillo en 1969 por dos sellos independientes, DJM en el Reino Unido y Congress en Estados Unidos.

## Carrera

### 1962-1969: de pianista de pub a compositor a sueldo
A los 15 años, con la ayuda de su madre y su padrastro, John fue contratado como pianista en un pub cercano, el Northwood Hills Hotel, tocando de jueves a domingo por la noche. Conocido simplemente como «Reggie», tocó una variedad de estándares populares, incluidas canciones de Jim Reeves y Ray Charles, así como sus propias canciones. Una temporada con un grupo de corta duración llamado Corvettes completó su tiempo. Aunque de adolescente tenía una vista normal, John comenzó a usar anteojos con montura de carey para imitar a Buddy Holly.
En 1962, John y algunos amigos formaron una banda llamada Bluesology. Durante el día, hacía mandados para una editorial musical; dividió sus noches entre conciertos en solitario en el bar de un hotel de Londres y trabajando con Bluesology. A mediados de la década de 1960, respaldaba a músicos estadounidenses de soul y R&B como Isley Brothers, Major Lance y Patti LaBelle and the Bluebelles. En 1966, la banda se convirtió en la banda de apoyo de Long John Baldry y tocó 16 veces en el Marquee Club.

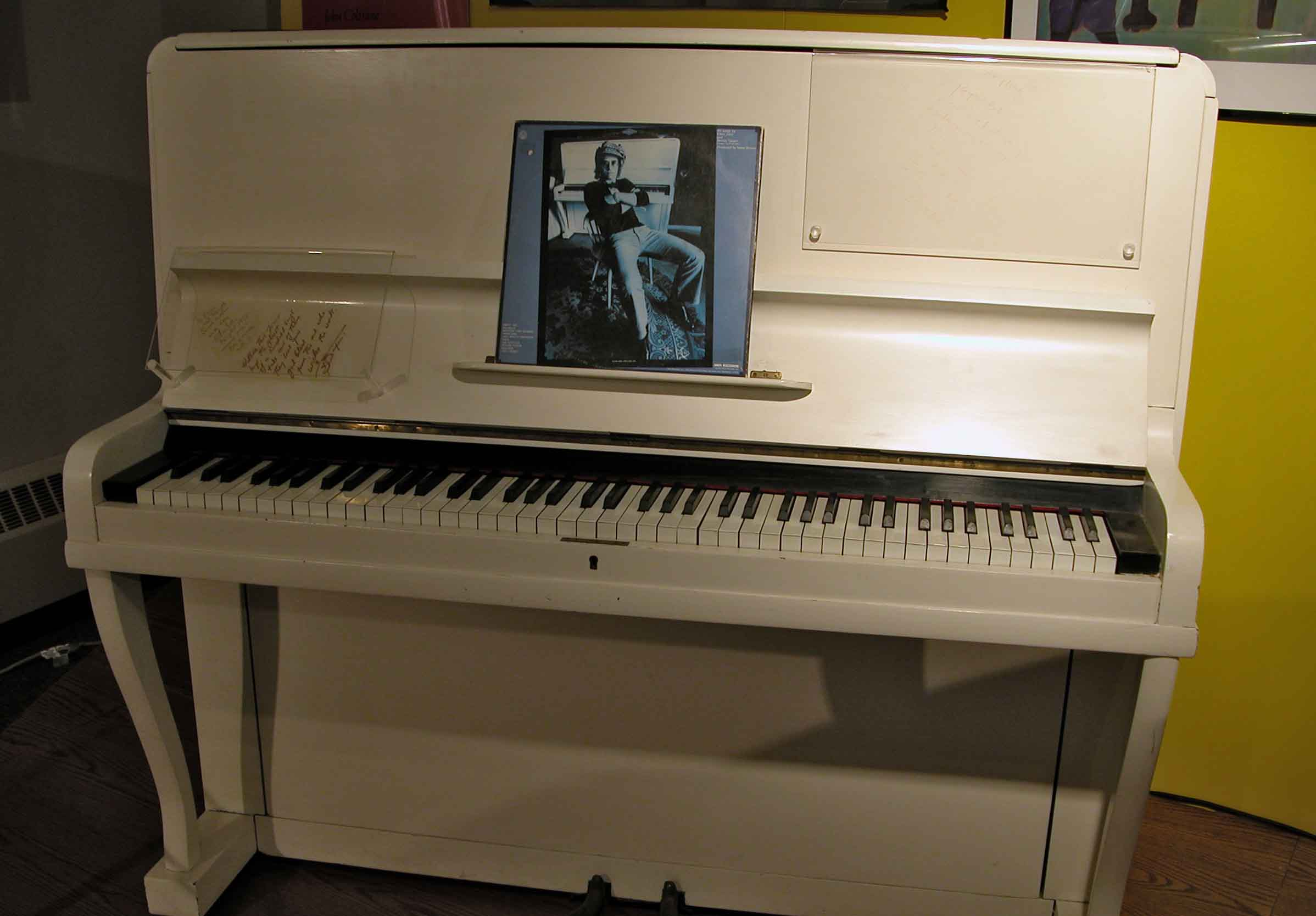
Piano donde John compuso sus primeros albúmenes

En 1967, John respondió a un anuncio en la revista británica New Musical Express, colocado por Ray Williams, entonces gerente de A&R de Liberty Records. En su primera reunión, Williams le dio a John un sobre sin abrir con letras escritas por Bernie Taupin, quien había respondido al mismo anuncio. John escribió la música para la letra y luego se la envió a Taupin, iniciando una asociación que aún continúa. Cuando los dos se conocieron en 1967, grabaron la primera canción de John/Taupin, «Scarecrow». Seis meses después, Reginald comenzó a llamarse Elton John en homenaje a dos miembros de Bluesology: el saxofonista Elton Dean y el vocalista Long John Baldry. Cambió legalmente su nombre a Elton Hercules John el 7 de enero de 1972.
El dúo de John y Taupin se unió a DJM Records de Dick James como compositores en 1968, y durante los siguientes dos años escribieron material para varios artistas, entre ellos Roger Cook y Lulu. Taupin escribiría un lote de letras en menos de una hora y se las daría a John, quien escribiría música para ellos en media hora, y se desharía de las letras si no encontraba nada rápidamente. Durante dos años escribieron melodías fáciles de escuchar para que James las vendiera a los cantantes. Su primera producción incluyó un candidato para la entrada del Reino Unido para el Festival de la Canción de Eurovisión de 1969, para Lulu, llamado «I Can't Go On (Living Without You)». Llegó sexto de seis canciones. En 1969, John proporcionó el piano para Roger Hodgson en su primer sencillo lanzado, «Mr. Boyd» de Argosy, un cuarteto que completaron Caleb Quaye y Nigel Olsson.

### 1969-1973: de álbum debut a Goodbye Yellow Brick Road

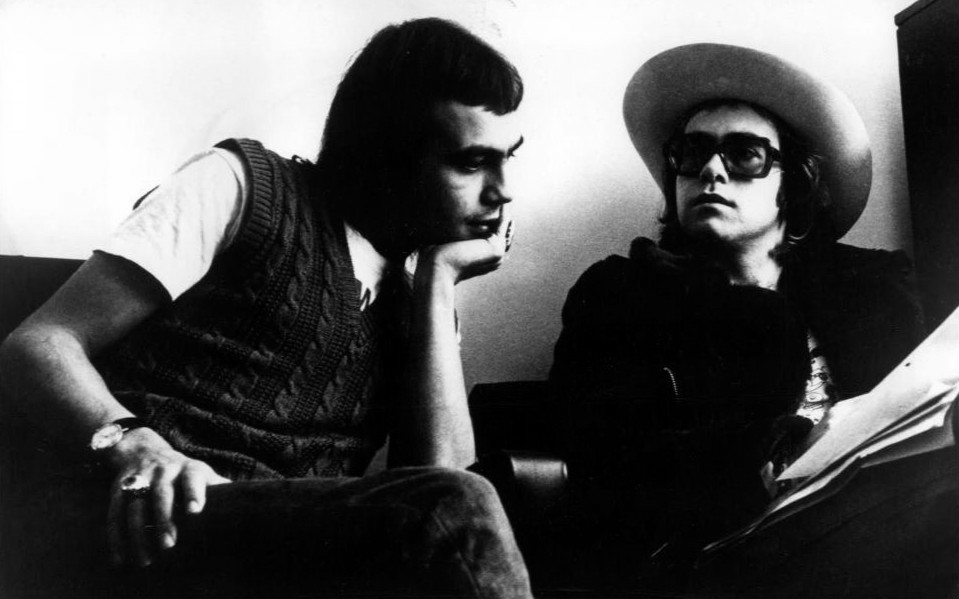
Bernie Taupin y Elton John en 1971

Siguiendo el consejo del editor de música Steve Brown, John y Taupin comenzaron a escribir canciones más complejas para que John las grabara para DJM. El primero fue el sencillo «I've Been Loving You» (1968), producido por Caleb Quaye, exguitarrista de Bluesology. En 1969, con Quaye, el baterista Roger Pope y el bajista Tony Murray, John grabó otro sencillo, «Lady Samantha», y su primer álbum, Empty Sky. Para su siguiente álbum, Elton John, John y Taupin contrataron a Gus Dudgeon como productor y a Paul Buckmaster como arreglista musical. Elton John fue lanzado en abril de 1970 en DJM Records/Pye Records para el Reino Unido y Uni Records en los Estados Unidos; y estableció la fórmula para los álbumes posteriores: roqueros con acordes de góspel y baladas conmovedoras. El primer sencillo del álbum, «Border Song», alcanzó el puesto 92 en el Billboard Hot 100. El segundo, «Your Song», alcanzó el número siete en la lista de sencillos del Reino Unido y el número ocho en los EE. UU., convirtiéndose en el primer sencillo de éxito de John como cantante. El álbum pronto se convirtió en su primer álbum exitoso, alcanzando el número cuatro en el Billboard 200 de EE. UU. y el número cinco en la lista de álbumes del Reino Unido.
Respaldado por el ex baterista de Spencer Davis Group, Nigel Olsson, y el bajista Dee Murray, el primer concierto estadounidense de John tuvo lugar en el Troubadour de Los Ángeles el 25 de agosto de 1970 y fue un éxito. El álbum conceptual Tumbleweed Connection fue lanzado en octubre de 1970 y alcanzó el número dos en el Reino Unido y el número cinco en los Estados Unidos. El álbum en vivo 17-11-70 se grabó en un programa en vivo transmitido desde A&R Studios en WABC-FM en la ciudad de Nueva York. Las ventas del álbum en vivo sufrieron un duro golpe en los EE. UU. cuando un contrabandista de la costa este lanzó la presentación varias semanas antes del álbum oficial, incluidos los sesenta minutos de la transmisión, no solo los cuarenta minutos seleccionados por Dick James Music.
John y Taupin luego escribieron la banda sonora de la película Friends de 1971 y luego el álbum Madman Across the Water, que alcanzó el número ocho en los EE. UU. e incluía las exitosas canciones «Levon» y la canción de apertura del álbum, «Tiny Dancer». Durante este año, el cantante comenzó a mostrar los primeros signos de la alopecia que sufriría durante toda su vida, y que le conduciría al uso de una peluca años después. En 1972 Davey Johnstone se unió a la banda en guitarra y coros. Lanzado en 1972, Honky Château se convirtió en el primer álbum número uno de John en los Estados Unidos, pasó cinco semanas en la cima del Billboard 200 y comenzó una racha de siete álbumes número uno consecutivos en los Estados Unidos. El álbum alcanzó el número dos en el Reino Unido y generó los exitosos sencillos «Rocket Man» y «Honky Cat». Ese mismo año, John actuó en el Royal Variety Performance, donde fue eclipsado por el baile de «Legs» Larry Smith, el baterista de Bonzo Dog Doo-Dah Band. Smith fue invitado a unirse a la segunda gira estadounidense de John.
El álbum pop Don't Shoot Me I'm Only the Piano Player salió a la luz a principios de 1973 y alcanzó el número uno en el Reino Unido, Estados Unidos y Australia, entre otros países. El álbum produjo los éxitos «Crocodile Rock», su primer número uno en el Billboard Hot 100 de EE. UU., y «Daniel», que alcanzó el número dos en EE. UU. y el número cuatro en el Reino Unido. El álbum y «Crocodile Rock» fueron respectivamente el primer álbum y el sencillo del sello consolidado por MCA Records en los EE. UU, reemplazando a los otros sellos, incluido Uni Records.
En 1973 llegó a la cúspide de su carrera con el lanzamiento de su trabajo más importante y valorado, Goodbye Yellow Brick Road, un álbum doble con canciones como «Bennie and the Jets», n.º 1 en Estados Unidos, «Candle in the Wind», «Goodbye Yellow Brick Road», «Saturday Night's Alright (For fighting)» y «Funeral for a Friend / Love Lies Bleeding». El álbum ha vendido más de treinta millones de copias hasta la fecha y ha sido considerado como uno de los cien mejores discos de la historia de la música pop por varias fuentes. A partir de este momento Elton John comenzó a ser reconocido en todo el mundo, y entre 1972 y 1975 logró colocar siete álbumes en el primer lugar en los charts de los Estados Unidos.

### 1974-1979: de Rocket Records Company a 21 at 33
John formó su propio sello, The Rocket Record Company (distribuido en los EE. UU. por MCA e inicialmente por Island en el Reino Unido), y firmó actos para él, en particular con Neil Sedaka (John cantó coros en «Bad Blood» de Sedaka) y Kiki Dee. En lugar de lanzar sus propios discos en Rocket, firmó un contrato de ocho millones de dólares con MCA. Cuando se firmó el contrato en 1974, MCA supuestamente contrató una póliza de seguro de 25 millones de dólares por la vida de John. En 1974, MCA lanzó Greatest Hits de Elton John, un número uno en el Reino Unido y los Estados Unidos que está certificado como Diamante por la RIAA por ventas en los Estados Unidos de diecisiete millones de copias.

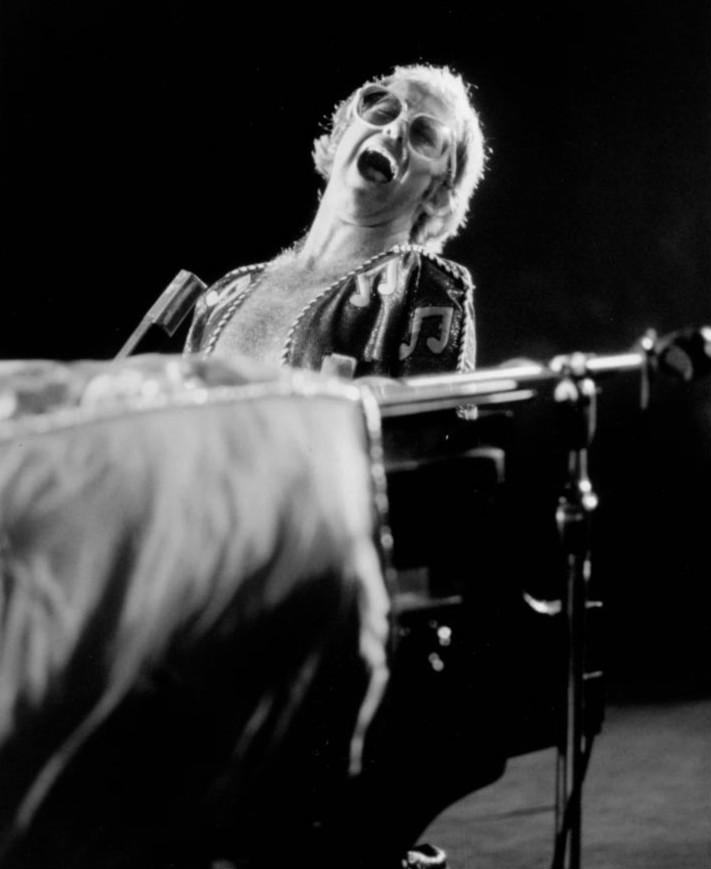
John en un especial televisivo en Estados Unidos, 1974.

Ese mismo año, John colaboró con John Lennon en su versión de «Lucy in the Sky with Diamonds» de The Beatles, cuya cara B era «One Day at a Time» de Lennon. Fue número 1 durante dos semanas en Estados Unidos. A cambio, John apareció en «Whatever Gets You Thru the Night» en el álbum Walls and Bridges de Lennon. Más tarde ese año, en la última gran actuación en vivo de Lennon, la pareja interpretó estos dos éxitos número uno, junto con «I Saw Her Standing There» de The Beatles, en el Madison Square Garden de Nueva York.  Lennon hizo la rara aparición en el escenario con John y su banda para cumplir la promesa que había hecho de que aparecería en el escenario con él si «Whatever Gets You Thru The Night» se convertía en un sencillo número uno en Estados Unidos. Caribou fue lanzado en 1974, convirtiéndose en el tercer número uno de John en el Reino Unido y encabezando las listas en los EE. UU., Canadá y Australia. Según se informa, fue grabado en dos semanas entre apariciones en vivo, incluía «The Bitch Is Back» y «Don't Let the Sun Go Down on Me» y «Step into Christmas», que se lanzó como sencillo independiente en noviembre de 1973 y aparece en la reedición remasterizada del álbum de 1995.
Pete Townshend de The Who le pidió a John que interpretara al «Local Lad» en la adaptación cinematográfica de 1975 de la ópera rock Tommy y que interpretara la canción «Pinball Wizard». Basándose en acordes de poder, la versión de John fue grabada y utilizada en la película. La canción llegó al número 7 en el Reino Unido. John, que había adoptado una estética glamorosa en el escenario, diría más tarde que el ícono del glam rock Marc Bolan «tuvo un gran efecto en mí».

El álbum autobiográfico de 1975, Captain Fantastic and the Brown Dirt Cowboy, debutó en el número uno en los EE. UU, el primer álbum en hacerlo, y permaneció allí durante siete semanas. John reveló su personalidad previamente ambigua en el álbum, con letras de Taupin que describen sus primeros días como compositores y músicos en apuros en Londres. La letra y el folleto de fotos que la acompaña están imbuidos de un sentido específico de lugar y tiempo que de otro modo es raro en su música. El exitoso sencillo de este álbum, «Someone Saved My Life Tonight»,  capturó un punto de inflexión temprano en la vida de John. El lanzamiento del álbum marcó el final de la banda de Elton, ya que John, infeliz y con exceso de trabajo, despidió a Olsson y Murray. Según Circus, un portavoz del mánager de John, John Reid, dijo que la decisión se tomó de mutuo acuerdo por teléfono mientras John estaba en Australia promocionando a Tommy. Davey Johnstone y Ray Cooper se mantuvieron, Quaye y Roger Pope regresaron, y el nuevo bajista fue Kenny Passarelli; esta sección rítmica proporcionó un ritmo de fondo más pesado. James Newton Howard se unió para hacer arreglos en el estudio y tocar los teclados. En junio de 1975, John presentó la formación en el estadio Wembley de Londres.

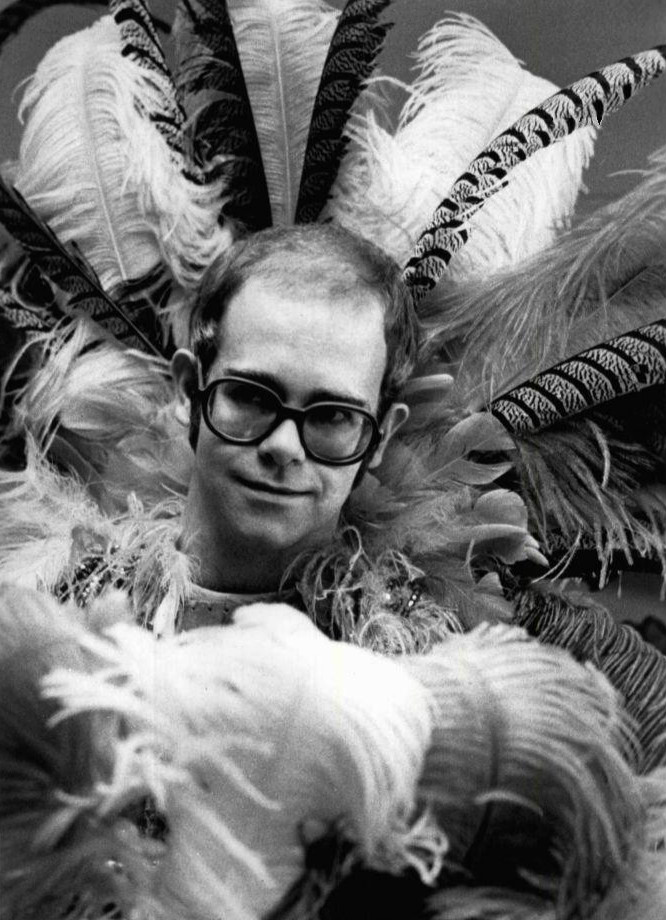
John en los Rock Music Awards, 1975.

Rock of the Westies, orientado al rock, entró en la lista de álbumes de EE. UU. en el número 1, al igual que Captain Fantastic y Brown Dirt Cowboy, una hazaña que no se había logrado anteriormente. El vestuario teatral de John ahora incluía plumas de avestruz, espectáculos de cinco mil dólares que deletreaban su nombre en luces y disfraces como la Estatua de la Libertad, el Pato Donald y Wolfgang Amadeus Mozart. En 1975, recibió una estrella en el paseo de la Fama de Hollywood. El álbum presenta su quinto sencillo número uno en Estados Unidos, Island Girl. Para celebrar los cinco años desde que apareció por primera vez en el lugar, en 1975, John tocó en un stand de dos noches y cuatro espectáculos en el Troubadour. Con asientos limitados a menos de quinientos por espectáculo, la oportunidad de comprar boletos se determinó mediante una lotería de postales, y a cada ganador se le permitieron dos boletos. Todos los que asistieron a las actuaciones recibieron un «anuario» de tapa dura con la historia de la banda. Ese año, también tocó el piano en Sweet Deceiver de Kevin Ayers y estuvo entre los primeros y pocos artistas blancos en aparecer en la serie de televisión afroamericana Soul Train. El 9 de agosto de 1975, John fue nombrado la personalidad de rock más destacada del año en la primera edición anual de los Rock Music Awards en Santa Mónica, California.
En mayo de 1976, se lanzó el álbum en vivo Here and There, seguido en octubre por el álbum Blue Moves, que contenía el sencillo «Sorry Seems to Be the Hardest Word». Su mayor éxito en 1976 fue «Don't Go Breaking My Heart», un dúo con Kiki Dee que encabezó varias listas, incluidas las del Reino Unido, Estados Unidos, Australia, Francia y Canadá. A partir de este año su música se haría menos notable, poco exitosa. John pasó sus peores años en lo personal por su adicción a las drogas. Tras el lanzamiento de Blue Moves, durante un concierto en el Estadio de Wembley, anunció su retirada de la música, que nunca se dio realmente.

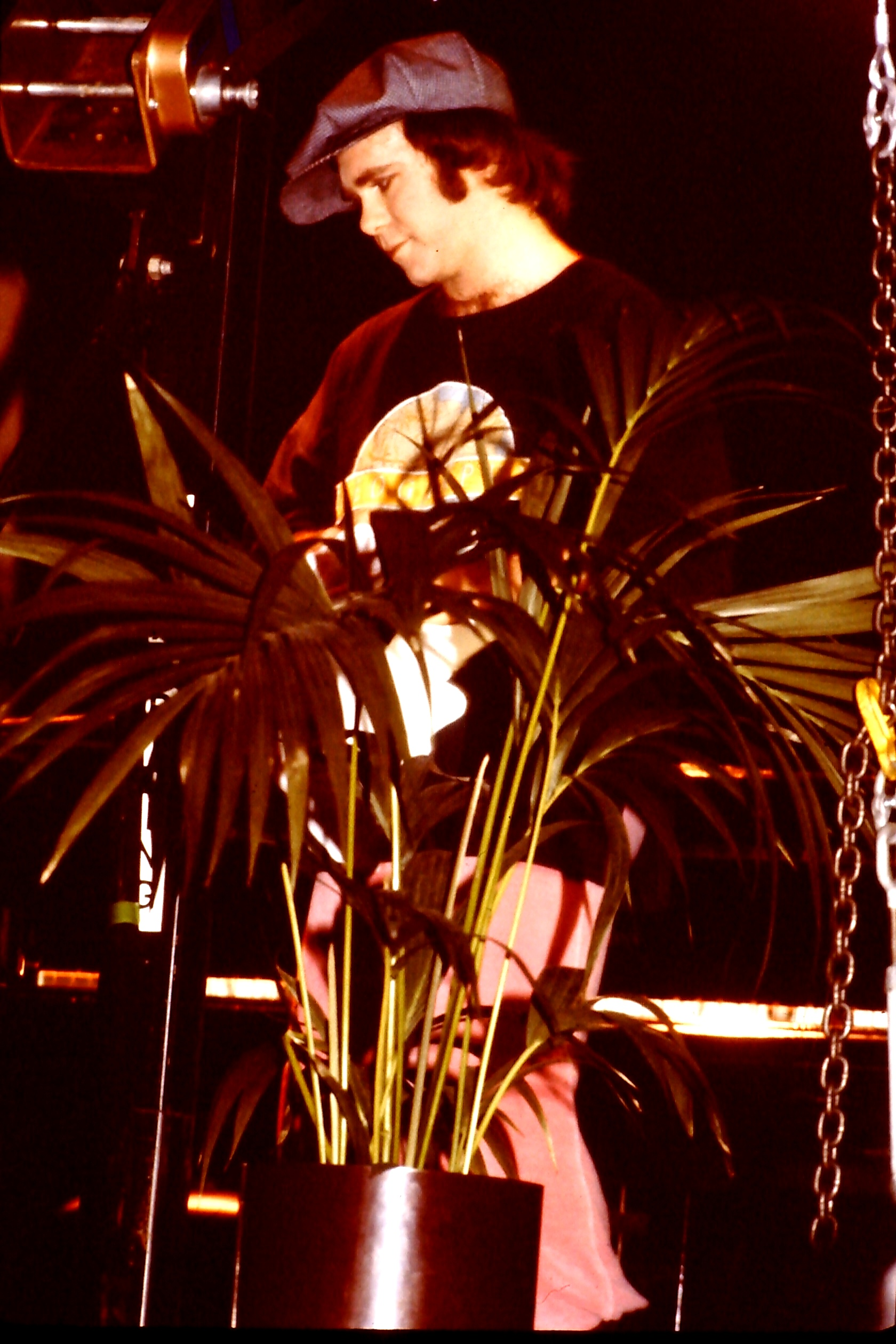
John en 1979.

En noviembre de 1977, John anunció que se retiraba de la actuación; Taupin comenzó a colaborar con otros artistas. Ahora produciendo solo un álbum al año, John publicó A Single Man en 1978 con un nuevo letrista, Gary Osborne; el álbum no produjo ningún sencillo que llegara al top 20 en los EE. UU., pero los dos sencillos del álbum lanzados en el Reino Unido, «Part-Time Love» y «Song for Guy», llegaron al top 20 allí, y el último alcanzó los primeros 5. En 1979, acompañado por Ray Cooper, John se convirtió en uno de los primeros artistas occidentales en realizar una gira por la Unión Soviética e Israel. John volvió a la lista de las diez más populares de Estados Unidos con «Mama Can't Buy You Love» (número nueve), una canción que MCA rechazó en 1977, grabada con el productor de soul de Filadelfia Thom Bell. John dijo que Bell fue la primera persona en darle lecciones de canto y lo animó a cantar en un registro más bajo. Un álbum con influencia disco, Victim of Love, fue mal recibido. En 1979, John y Taupin se reunieron, aunque no colaboraron en un álbum completo hasta Too Low For Zero de 1983. 21 at 33, lanzado al año siguiente, fue un impulso significativo en su carrera, ayudado por su mayor éxito en cuatro años, «Little Jeannie» (número tres en EE. UU.), con letra de Gary Osborne. En mayo de 1979, John tocó en ocho conciertos en la Unión Soviética; cuatro fechas en Leningrado (ahora San Petersburgo) y cuatro en Moscú. Al mismo tiempo, Elton colaboró con la pareja francesa France Gall y Michel Berger en las canciones «Donner pour donner» y «Les Aveux», lanzadas juntas en 1980 como sencillo.

### 1981-1989: de The Fox a Sleeping With the Past
El álbum de John de 1981, The Fox, se grabó durante las mismas sesiones que 21 at 33 e incluyó colaboraciones con Tom Robinson y Judie Tzuke. El 13 de septiembre de 1980, con Olsson y Murray de vuelta en la banda, y junto con Richie Zito en la guitarra principal, Tim Renwick en la guitarra rítmica y James Newton Howard en los teclados, John realizó un concierto gratuito para unos 400.000 fans en The Great Lawn en Central Park en Nueva York. Interpretó parte del set vestido como el Pato Donald. El álbum Jump Up! fue lanzado en 1982, cuyo mayor éxito fue «Blue Eyes».
Con los miembros originales de la banda Johnstone, Murray y Olsson juntos nuevamente, John regresó a las listas de éxitos con el álbum de 1983 Too Low for Zero, que incluía los sencillos «I'm Still Standing» (n.º 4 en el Reino Unido) y «I Guess That's Why They Call It the Blues», el último de los cuales contó con Stevie Wonder en la armónica y alcanzó el número cuatro en los EE. UU. y el número cinco en el Reino Unido. En octubre de 1983, John causó controversia cuando rompió el boicot cultural de las Naciones Unidas en la era del apartheid en Sudáfrica actuando en Sun City. Se casó con su amiga cercana e ingeniera de sonido, Renate Blauel, el día de San Valentín de 1984; el matrimonio duró tres años.

En 1985, John fue uno de los muchos artistas del Live Aid, celebrado en el estadio de Wembley. Cantó «Bennie and the Jets» y «Rocket Man»; luego «Don't Go Breaking My Heart» con Kiki Dee por primera vez desde el Hammersmith Odeon el 24 de diciembre de 1982; y presentó a George Michael, todavía entonces de Wham!, para cantar «Don't Let the Sun Go Down on Me». En 1984, lanzó Breaking Hearts, que incluía la canción «Sad Songs (Say So Much)», número cinco en los EE. UU. y número siete en el Reino Unido. John también grabó material con Millie Jackson en 1985. En 1986, tocó el piano en dos pistas del álbum Rock the Nations de la banda de heavy metal Saxon.

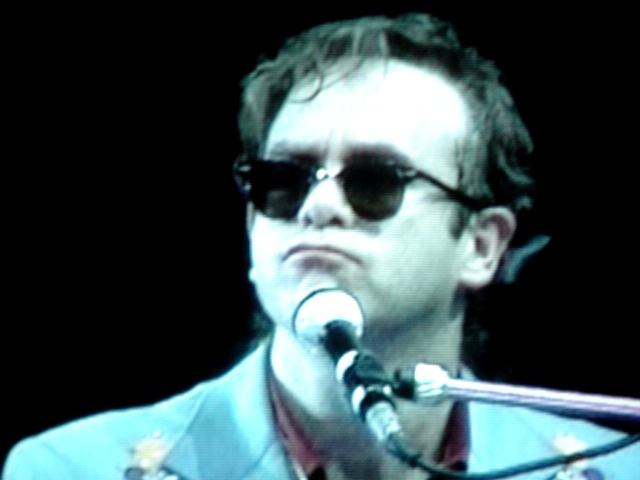
Elton John en 1986.

 Ese mismo año, lanza el álbum «Leather Jackets», trabajo que cuenta con la colaboración de la cantante norteamericana Cher, los miembros de Queen, Roger Taylor y John Deacon y el músico, también británico, Cliff Richard.
Durante 1986 colabora, además, con la veterana cantante Dionne Warwick en la canción «That's What Friends Are For» junto con otros colegas cercanos de la cantante, entre ellos Stevie Wonder. La canción se convirtió en un éxito instantáneo y ganó el Grammy a la grabación del año y a la expresión vocal en grupo. Este fue el primero de los seis Grammy ganados por el británico.
En enero de 1987, tras los conciertos con la Sinfónica de Melbourne, Elton fue operado en Australia de sus cuerdas vocales, debido a los nódulos, típico problema en las personas que cantan sin técnica, lo que supuso un cambio -aunque no tan radical- en su timbre de voz, que se aprecia en el álbum Reg Strikes Back de 1988. Ese mismo año se presentó con su pelo escaso, pero platinado, dejando atrás sus típicos tocados y sombreros.
En 1988 se declaró abiertamente homosexual, tras su divorcio de Blauel, noticia que causó amplio revuelo internacional en los medios de comunicación. John cerró la década con el éxito de su canción Sacrifice, número uno en todo el mundo.

### 1990-1999: Musicales, bandas sonoras y Candle in the Wind 1997
En 1990 se internó para rehabilitarse de su consumo de alcohol y drogas. Volvió rejuvenecido y muy enérgico a los estudios y a los escenarios.
En marzo de 1991 grabó en vivo junto a George Michael la canción «Don't Let The Sun Go Down On Me» en un concierto en el estadio Wembley de Londres, donde Elton John era el invitado sorpresa. El dueto se convirtió en un gran éxito a ambos lados del Atlántico. Fue publicado menos de un año más tarde y alcanzó la posición número uno en el Reino Unido durante dos semanas en diciembre de 1991, siendo también número uno en el Billboard Hot 100 durante una semana, en febrero de 1992. La canción es el único número uno de la era moderna grabado en exteriores, fuera de un estudio.
También en ese año estrenó su disco The One, que incluía, además del éxito del mismo nombre, la canción «The Last Song», dedicada a su amigo Freddie Mercury, que había fallecido de sida en noviembre de 1991. El 20 de abril de 1992 compartió escenario con Brian May, Roger Taylor, John Deacon y Axl Rose, además de otras figuras como Metallica, David Bowie, Robert Plant o Roger Daltrey, entre otros, en el marco del Freddie Mercury Tribute Concert, interpretando «Bohemian Rhapsody» y «The Show Must Go On», en esta última compartió el escenario con el guitarrista de Black Sabbath, Tony Iommi y miembros de Queen.

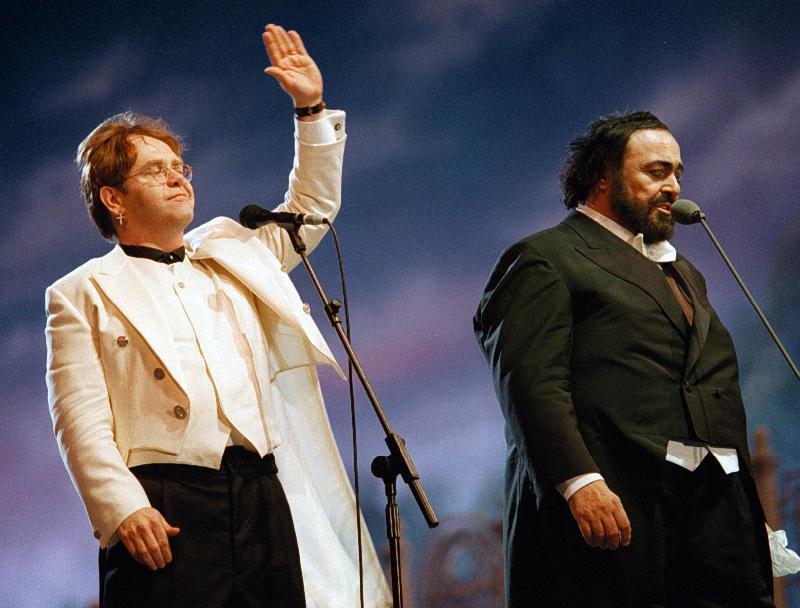
John con Luciano Pavarotti en Módena, 1996.

Elton John, ya renovado y más sobrio, obtuvo un nuevo éxito en 1994 con su participación en la banda sonora de El Rey León, en colaboración con Tim Rice, con la creación de cinco canciones para la película. Este trabajo produjo dos exitosos sencillos: «Can You Feel the Love Tonight» y «Circle of Life». Esta colaboración le valió un Grammy y un Óscar, mientras que en 1995 su álbum Made in England volvió a cosechar nuevos éxitos, gracias a las canciones «Believe», «Blessed» y la homónima «Made in England».
El asesinato de su amigo Gianni Versace y la muerte en accidente de tráfico de su también amiga Diana de Gales supusieron para John un fuerte golpe en 1997. Obtuvo un rotundo éxito con su homenaje a la princesa Diana, con el tema «Candle in the Wind», original de 1973, que fue modificado en su letra para dedicárselo a su amiga, Lady Di. La canción se convirtió en el sencillo más rápidamente vendido de la historia, y el segundo más vendido. Fue n.º 1 en casi todo el mundo. Elton John interpretó la canción de manera profunda y emotiva en el funeral de la princesa, mientras este era visto en televisión por millones de personas. Dicho sea de paso, Elton John nunca volvió a tocar el tema (al menos con la letra en homenaje a la Princesa Diana), si bien, si fuera requerido para tocarla por alguno de los miembros de la Familia real británica, él lo haría, pero solo si se lo solicitasen.
Al año siguiente fue nombrado Caballero de la Orden del Imperio Británico, y después recibió un Grammy honorífico por su trayectoria musical. En 1999 junto con Tim Rice, trabajó en una adaptación de la ópera Aída de Verdi, dando lugar a un musical con canciones inéditas. Fue muy bien recibido por la crítica y por el público. De ahí salió el éxito moderado «Written in the Stars». Su trabajo le valió un Tony.

### 2000-2009: Nuevo milenio y nuevos álbumes de estudio
En el año 2000 colaboró como músico invitado junto a la banda estadounidense Collective Soul en el tema «Perfect Day». Ese mismo año colaboró en la película animada The Road to El Dorado, con la banda sonora de la cinta. La canción «Someday Out of the Blue» fue el último sencillo suyo en entrar en la lista Billboard Hot 100.
En 2001 grabó una vez más con su letrista de cabecera Bernie Taupin el álbum Songs from the West Coast, que contiene las conocidas canciones «I Want Love» y «This Train Don't Stop There Anymore». Para los videoclips de estas canciones Elton contó con las actuaciones de Robert Downey Jr. y Justin Timberlake respectivamente. A este disco siguió en 2004 el álbum número 43 de su carrera, Peachtree Road, iniciando además su serie de conciertos The Red Piano en Las Vegas, que se prolongaron hasta 2009.
En diciembre de 2005 Elton John formalizó su relación con su pareja de más de doce años, el director de cine canadiense David Furnish, al entrar en vigor la nueva ley británica de uniones civiles homosexuales. El evento fue ampliamente televisado.

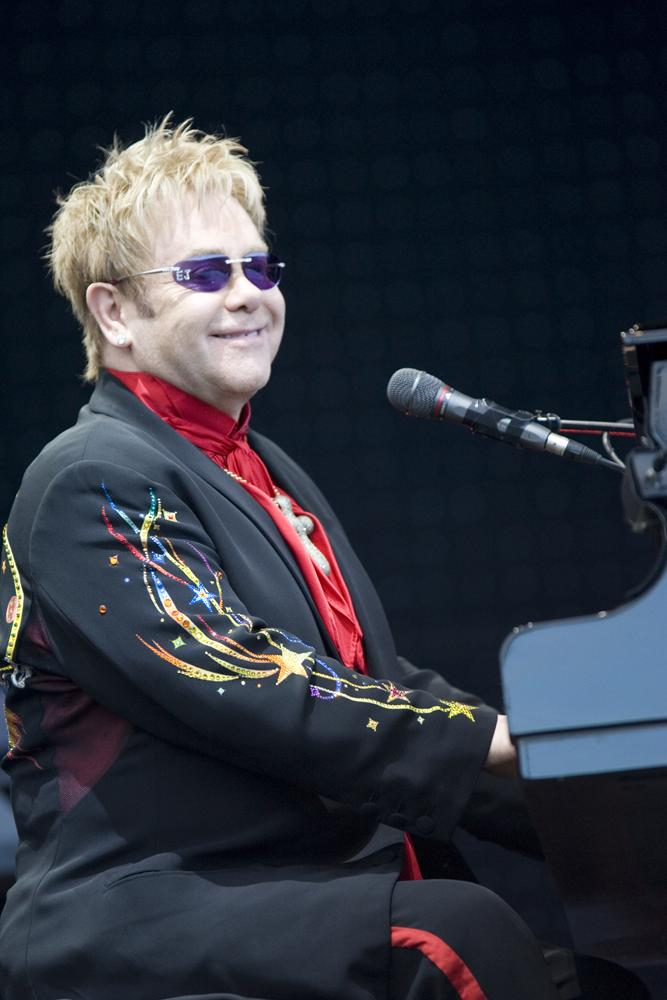
Elton John durante un concierto en 2008.

En septiembre de 2006 publicó su álbum número 44 (aunque puede que este recuento no incluya realmente todos sus discos), The Captain & the Kid, que resulta ser la secuela del álbum de 1975 titulado Captain Fantastic and the Brown Dirt Cowboy, ambos discos autobiográficos y aclamados por la crítica.
En 2007, año en que cumplió 60 años de edad y 40 años de carrera artística, ocupó el sexto lugar entre los «Personajes Artísticos de Influencia Mundial», de la revista Forbes. Este mismo año, se editó un DVD especial con su actuación en vivo de marzo de ese año en el Madison Square Garden de Nueva York.
En septiembre de 2008 anunció el inicio de una gira por Latinoamérica para enero de 2009 con fines benéficos. A finales de 2008 John interpretó junto a The Killers la canción navideña para la campaña benéfica Product Red llamada «Joseph, Better You Than Me».
En enero de 2009 ofreció un concierto benéfico por la educación en México, y otros particulares en Argentina, Venezuela, Brasil y Chile.

### 2010-2019: de The Union a Diamonds y película biográfica

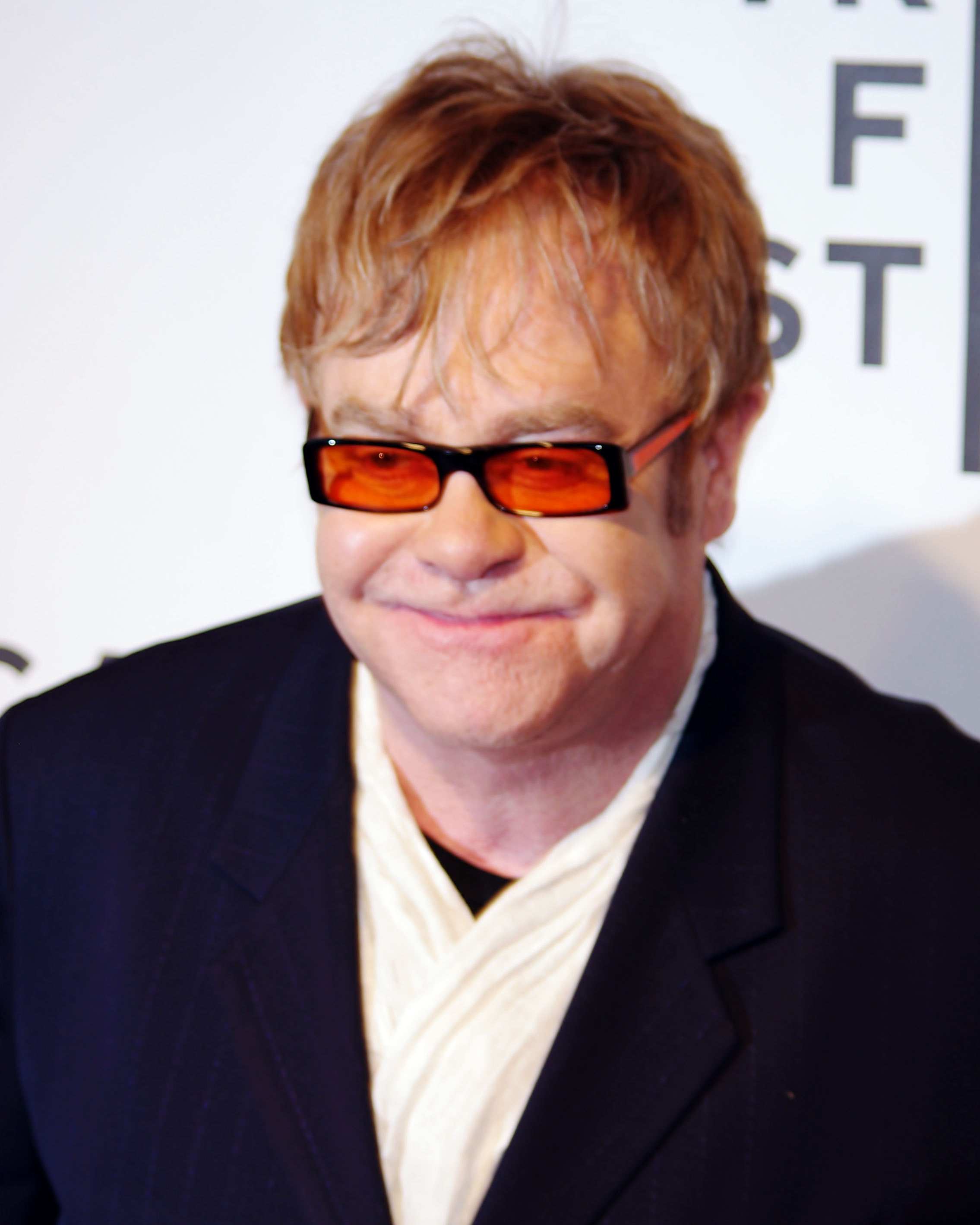
Elton John en la premier de The Union en el Tribeca Film Festival, 2011.

En 2010 se reunió con un viejo amigo, el pianista Leon Russell, para grabar un álbum a dúo titulado The Union.
El 11 de febrero de 2011 se estrenó la película Gnomeo y Julieta, cuya banda sonora cuenta con canciones de Elton John (quien también fue productor ejecutivo de la película). También grabó una canción original para la película, llamada «Hello, Hello», a dúo con la cantante Lady Gaga, con quien comenzó una amistad cercana. En septiembre de ese mismo año, Elton John anunció su retorno al auditorio El Coliseo del Caesars Palace de Las Vegas para brindar una nueva serie de conciertos titulada Million Dollar Piano, que empezó el 28 de septiembre de ese mismo año.
En 2012, Elton John realizó una nueva gira de conciertos por América Latina. Durante los meses de febrero y marzo tocó en Panamá, Venezuela y México, en el marco de esta gira, visitó por primera vez Costa Rica.
Es importante también destacar su colaboración con Pnau, un dúo australiano de música electrónica, que mezcló las canciones de John de los años 70 creando varios sencillos nuevos de estilo dance. En julio finalmente estrenaron su álbum Good Morning to the Night que alcanzó el n.º 1 en las listas británicas, 22 años después de la última vez que lo había conseguido.
Entre los sencillos destaca «Sad». En febrero de 2013 se presentó en el LIV Festival Internacional de la Canción de Viña del Mar, donde obtuvo los galardones principales. Más tarde colaboró con la banda Fall Out Boy en el exitoso álbum Save Rock and Roll. Ese mismo año lanzó el álbum de estudio The Diving Board, que fue muy bien recibido por la crítica. El sencillo principal fue la canción «Home Again». El 22 de octubre de 2015 anunció la publicación de un nuevo disco para 2016, que se estrenaría el 6 de febrero. Se titula «Wonderful Crazy Night», y su primer sencillo fue «Looking Up». 
También en 2016, colaboró con los Red Hot Chili Peppers en la canción Sick Love del undécimo álbum de estudio de la banda estadounidense, The Getaway. Además de participar en la composición del tema, Elton John colabora con la banda interpretando el piano. El tema, lanzado como tercer sencillo del álbum, contó también con la participación del colaborador habitual del músico británico, Bernie Taupin.

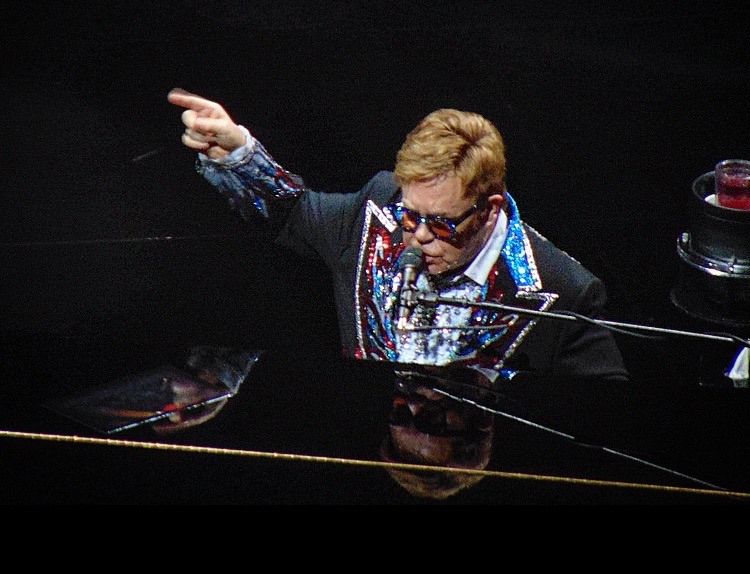
John actuando en Tampa, Florida en noviembre de 2019.

El 22 de abril de 2017, Elton John lanzó su disco 17.11.70+, que estaba compuesto por las seis canciones originales de su mítico álbum en vivo 17-11-70.
El 24 de enero de 2018, Elton John anunció por medio de un emotivo video interactivo en 3D en su canal de YouTube Farewell Yellow Brick Road, su gira de despedida, que empezó el 8 de septiembre del mismo año, y con la cual el artista pretendía recorrer todo el mundo interpretando todos sus éxitos.
En los Premios Óscar 2019, ganó el premio de la academia a la mejor canción original por el tema «(I'm Gonna) Love Me Again» de su película biográfica Rocketman (2019). Ese mismo año, colaboró con Lady Gaga en la canción «Sine from Above» para su álbum Chromatica (2020). El tema habla sobre el poder de sanación que tiene la música.

### Años 2020ːLockdown Sessionsy retiro de los escenarios
El impacto que generó la canción Sine from Above fue el comienzo de una seguidilla de éxitos para el cantante durante la nueva década. Pese a que su gira de despedida estaba teniendo amplio éxito, y se consideraba como Top Rock Tour por su éxito de ventas y múltiples espectáculos programados, la pandemia de COVID-19 desatada a inicios del 2020 obligó a John a cancelar el tour.
Pese a esto, John se mantuvo activo musicalmente durante el confinamiento, produciendo un álbum completo que lanzó a finales de 2021. También participó en varios conciertos remotos con fines benéficos. Regimental Sgt. Zippo fue lanzado el 12 de junio de 2021.
Muchos de los temas en los que trabajó se lanzaron como sencillos a finales del 2020, y a lo largo de 2021. Canciones como The Pink Phantom (con 6LACK), del álbum Song Machine, Season One: Strange Timez de Gorillaz (2020), Chosen Family del álbum debut de la pianista británico-japonesa Rina Sawayama; un cóver de Nothing Else Matters de Metallica, junto a Miley Cyrus, que se grabó por el 30 aniversario del disco homónimo de la banda estadounidense; It's a Sin, cóver de The Pet Shop Boys, con Years & Years, y el mega popular Cold Heart, con su amiga Dua Lipa y el dúo Pnau, fueron incluidos en el álbum The Lockdown Sessions, que salió en octubre de 2021. 
Con Cold Heart (tema que contiene samples de otros temas famosos del cantante en los 70 y 80), John y Dua Lipa lograron llegar al primer lugar de las listas británicas, y la canción se convirtió en un éxito para ambos artistas, siendo una de las canciones más sonadas del 2021.
Ante el éxito de su tour de despedida, y el mejoramiento en las condiciones para viajar y la aplicación de la vacuna contra el virus (de la que John hizo amplia campaña a principios del 2021), el cantante anunció el retorno de su gira para el 2022, presupuestando terminar los 300 conciertos totales del espectáculo para finales de 2023.
A principios de diciembre del mismo año, John colaboró con el cantautor británico Ed Sheeran para la edición navideña de su álbum =, que fue lanzado originalmente en agosto del 2021; la canción inicial es el sencillo Merry Christmas, que le dio a John y a Sheeran un nuevo número 1 en las listas británicas, superando a temas navideños antiguos como Last Christmas de Whamǃ y All I Want For Christmas Is You, de Mariah Carey, tema al que desplazó el sencillo navideño de John y Sheeran.
En la Navidad de 2021, John logró su tercer número 1 del 2021 en las listas británicas y su segundo número 1 navideño en compañía de Ed Sheeran, con la participación de ambos artistas en la canción Sausages Rolls for Everyone, de LadBaby. La canción desplazó a Merry Christmas, también de la dupla John-Sheeran. Con estos tres temas, 2021 es uno de los años más exitosos para John en toda su carrera musical.

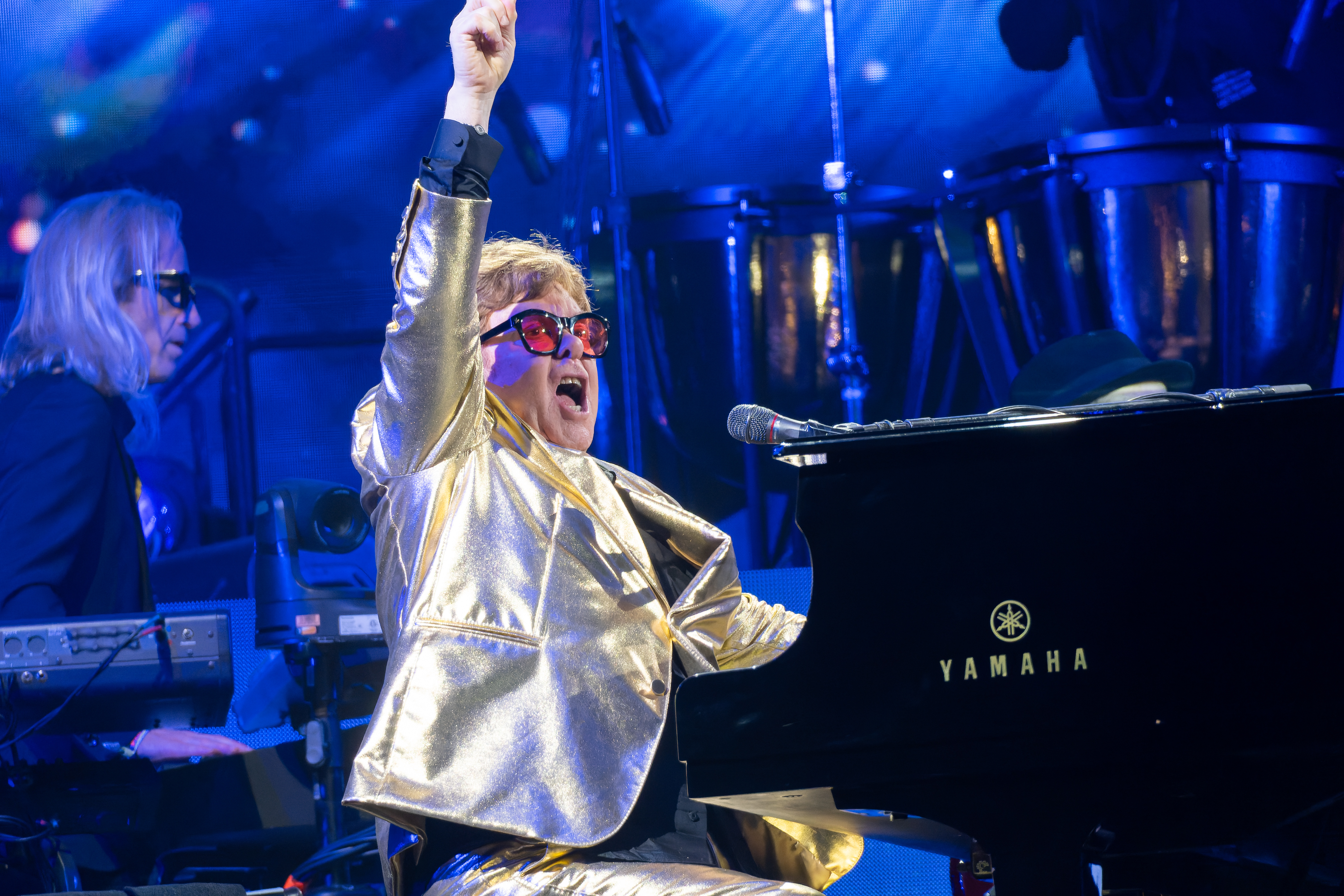
John actuando "Rocket Man" en su concierto de 2023 en el Glastonbury Festival.

En 2022, John y Britney Spears lanzaron en colaboración el sencillo Hold Me Closer. La canción alcanzó el número 1 en su primera semana en las listas australianas y el número 3 en las británicas. El 7 de julio de 2023, puso fin a su carrera de más de cincuenta y dos años sobre los escenarios. Su último espectáculo en vivo tuvo lugar en el Tele2 Arena en la ciudad de Estocolmo, último concierto de su gira Farewell Yellow Brick Road que comenzó en 2018.
En 2024, John protagonizó su documental autobiográfico titulado: Elton John: Never Too Late. El documental, fruto de un acuerdo entre  Disney Branded Television y Rocket Entertainment, está dirigido por R. J. Cutler y David Furnish. Tuvo su estreno mundial en el Festival de Cine de Toronto, el 6 de septiembre de 2024, y un estreno limitado en cines por la compañía Walt Disney Studios Motion Pictures en Reino Unido y Estados Unidos; para después ser estrenado el 13 de diciembre en Disney+. El tema principal, Never Too Late fue nominado al Premio Óscar en la categoría de mejor canción original.
En 2025, anunció junto a Brandi Carlile, el album colaborativo, Who Believes in Angels?. Producido por Andrew Watt y grabado en los estudios de la ciudad de Los Ángeles, Sunset Sound Recorders, fue publicado por Interscope Records el 4 de abril de 2025.

## Vida personal
John se declaró bisexual en una entrevista de 1976 con la revista Rolling Stone, y en 1992 en otra entrevista dijo que se sentía «bastante cómodo siendo gay».
A finales de la década de 1960, John estaba comprometido para casarse con la secretaria Linda Woodrow, quien se menciona en la canción «Someone Saved My Life Tonight». Woodrow brindó asistencia financiera a John y Taupin en ese momento. John terminó la relación dos semanas antes de la boda prevista, después de haber sido aconsejado por Taupin y Long John Baldry. En 2020, John ayudó a pagar los servicios privados médicos de Woodrow a petición de ella, a pesar de haber perdido el contacto con ella 50 años atrás. En 1970, justo después de sus primeros conciertos en Estados Unidos; estando en Los Ángeles, comenzó su relación con John Reid, el gerente del sello Tamla Motown para el Reino Unido, quién más tarde se convirtió en el manager de John. La relación terminó cinco años después, aunque Reid siguió siendo su manager hasta 1998.
Años más tarde, John se casó con la ingeniera de grabación alemana Renate Blauel el 14 de febrero de 1984, en una extravagante ceremonia de boda en Darling Point, Nueva Gales del Sur, Australia. Blauel dijo que intentó suicidarse durante su luna de miel en St‑Tropez después de que John le dijera que quería poner fin a la unión. Su matrimonio terminó en divorcio en 1988. John declaró: «Era la mujer con más clase que he conocido, pero no estaba destinado a serlo. Estaba viviendo una mentira». En 2020, Blauel demandó a John por escribir sobre su relación en su autobiografía publicada en 2019, titulada: Me: Elton John Official Autobiography, que, según ella, violaba los términos de su acuerdo de divorcio. El caso se resolvió más tarde ese mismo año.

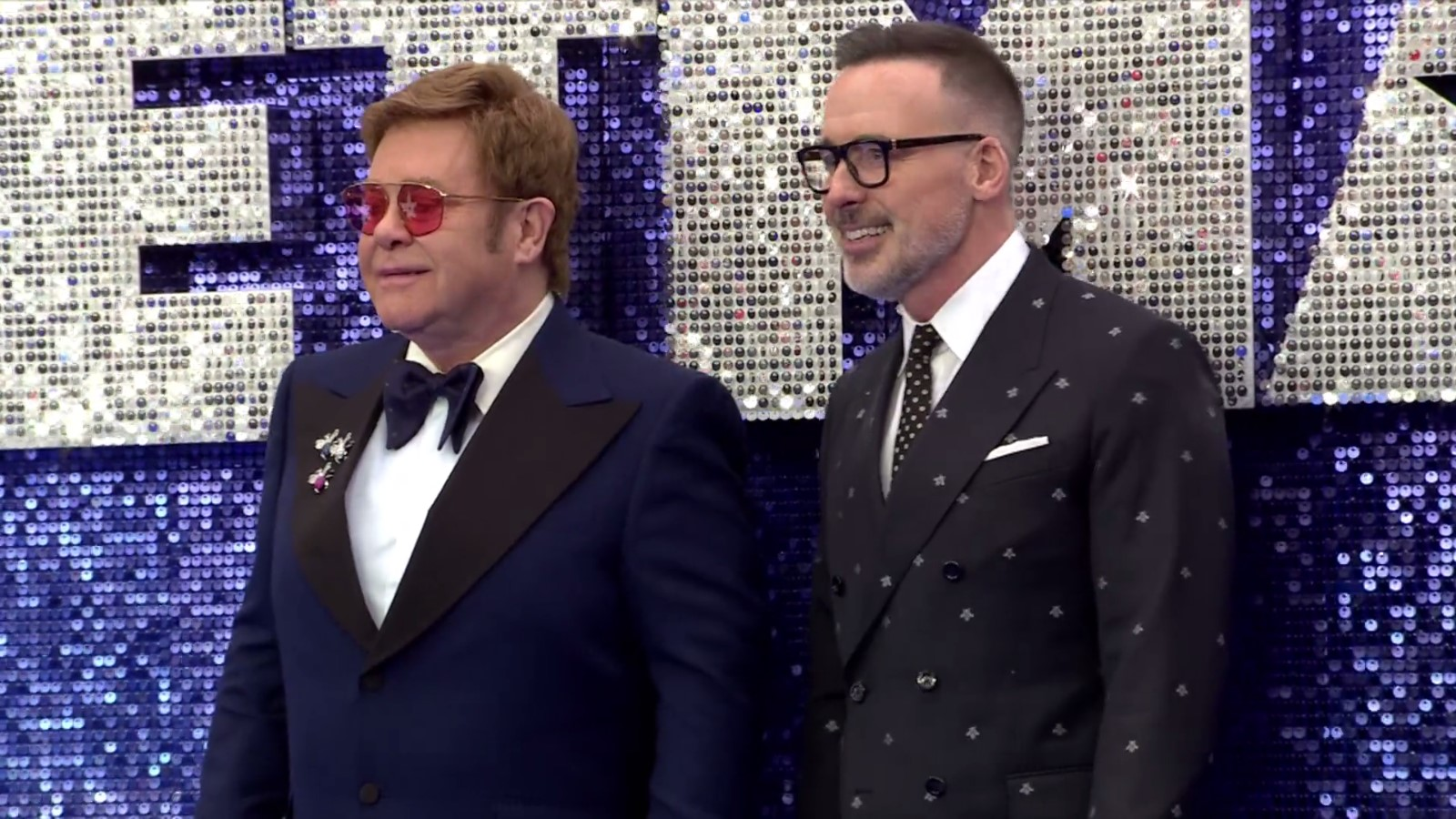
John y Furnish en la premier de Rocketman, 2019.

En 1993, John comenzó una relación con David Furnish, un ejecutivo de publicidad y también cineasta originario de Toronto. El 21 de diciembre de 2005 (el día en que entró en vigor la Ley de Sociedad Civil), John y Furnish estuvieron entre las primeras parejas en formar una sociedad civil en el Reino Unido, que se celebró en el Windsor Guildhall. Después de que el matrimonio entre personas del mismo sexo se legalizara en el Reino Unido en marzo de 2014, John y Furnish se casaron en Windsor, Berkshire, el 21 de diciembre de 2014, el noveno aniversario de su unión civil.
John y Furnish tienen dos hijos. El mayor, Zachary Jackson Levon Furnish-John, nació mediante gestación subrogada el 25 de diciembre de 2010 en California. El más joven, Elijah Joseph Daniel Furnish-John, nació el 11 de enero de 2013 a través de la misma gestante. John también tiene diez ahijados, incluidos el cantautor Sean Lennon, los hijos de David Beckham y Victoria Beckham, Brooklyn y Romeo, el hijo de Elizabeth Hurley, Damian Hurley, y la hija de Seymour Stein.

## Obra

### Estilo musical
La música de Elton John ha sido siempre clasificada como soft rock, pop o glam rock, pero la verdad es que ha incursionado en muchos otros géneros como el country, el disco, el R&B y formas más duras de rock. Al inicio de su carrera, su obra era en gran parte rock, haciéndose pop con los años, a tal punto de ser conocido hoy en día principalmente por sus baladas románticas de las décadas de 1980 y 1990. En sus últimos álbumes ha retornado marcadamente a sus raíces, incorporando sonidos propios del blues y el góspel a su acostumbrado soft rock. 
El método de composición es simple: Bernie Taupin escribe un conjunto de letras y se las manda. John se sienta al piano y trabaja con ellas hasta conseguir la música, lo que, según ha dicho, generalmente logra con rapidez. Nunca escriben las canciones juntos. La voz de Elton John fue tenor durante los años 1970 y hasta 1986. Actualmente su voz está clasificada como barítono. Siendo joven utilizaba un característico falsete, que con el tiempo ha ido perdiendo. Si bien actualmente no tiene un gran registro vocal, sí tiene mayor fuerza que en otras épocas.
Sus conciertos han ido cambiando su formato a lo largo de las décadas. Hay varios formatos posibles: Elton John con su banda, Elton John solo, Elton John con Ray Cooper, entre otros. Su música se ha visto enormemente influenciada por la música clásica, hasta tal punto de que muchas de sus obras son piezas orquestales, que aprovecha para interpretar siempre que comparte escenario con una orquesta sinfónica e instrumental.

### Influencias
John recuerda haberse enamorado inmediatamente del rock and roll cuando su madre traía a casa discos de Elvis Presley o de Bill Haley & His Comets en 1956. También dijo (cuando era niño), «Escuché a Little Richard y Jerry Lee Lewis, y eso fue todo. Nunca quise ser otra cosa. Soy más un estilista de Little Richard que un Jerry Lee Lewis, creo. Jerry Lee es un pianista muy complejo y muy hábil, pero Little Richard es más un golpeador». John también ha citado a Ray Charles, The Beatles, The Band, Leon Russell, Aretha Franklin, Joni Mitchell o Freddie Mercury entre sus influencias musicales.
No solo eso, John también ha expresado a menudo un gran aprecio por los logros de los jóvenes artistas del siglo XXI, colaborando con varios de ellos en el álbum colaborativo de 2021, The Lockdown Sessions, y entrevistándolos en su programa de radio Rocket Hour de Apple Music. Dijo en una entrevista que «es maravilloso porque piensas, 'Dios, tienen 16 o 17 o 15 años. ¿Cómo hacen eso?' Me mantiene animado y me mantiene muy feliz», y que «Estos son el tipo de artistas que me mantienen joven. Escucho toda la música nueva, conozco toda la música antigua, pero es la música nueva en mi vida la que me mantiene inspirado».

### Excentricidades

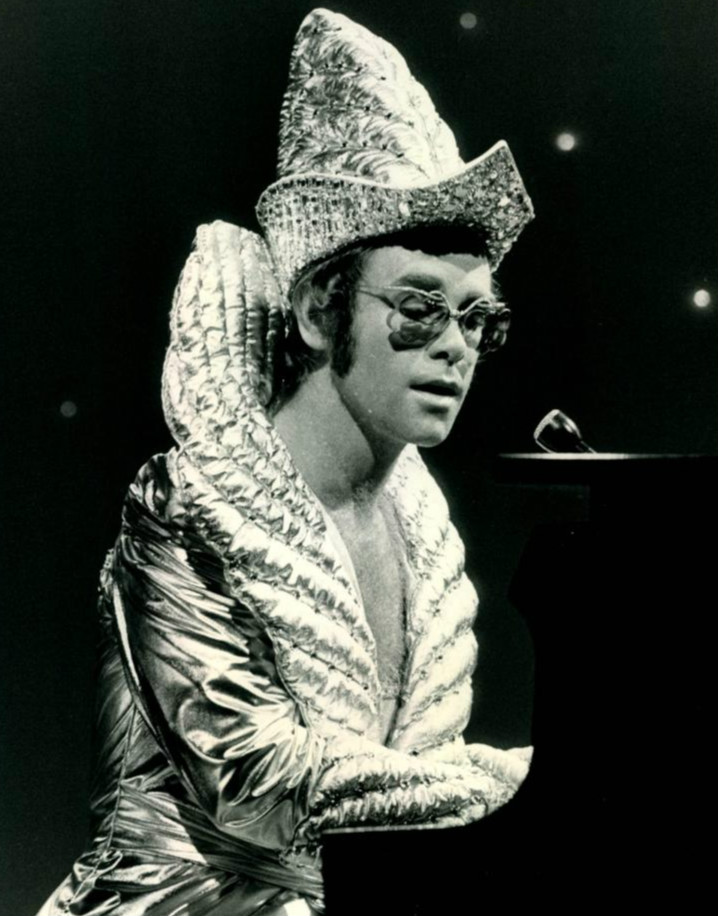
John en el show de Cher, 1975.

John es famoso por sus excentricidades, especialmente durante los años 70. Se estima que tiene una colección de lentes que supera los 250.000 pares, que varían entre las marcas Gucci, Chanel y Marc Jacobs.
También es famoso por sus innumerables disfraces y pelucas. En los 70 se vistió de abeja en Watford, en mayo de 1974 (a propósito de los colores del equipo de la ciudad); vestido de plumas por Bob Mackie en el show de los Muppets en octubre; disfrazado como un Los Angeles Dodgers en un show de 1975,; y vestido como Luis XIV en 1997 en el Hammersmith Palais.
John es un fanático confeso del fútbol británico, siendo su equipo favorito el Watford Football Club, de la ciudad homónima. John adquirió el equipo en 1976 y llegó a ser presidente varias veces del equipo, logrando que el equipo viviera sus años de gloria, llegando incluso a participar en la primera división del fútbol británico. En la actualidad, John es presidente vitalicio del club y una de las gradas del estadio del equipo, el Vicarage Road, lleva su nombre. Su afición por el fútbol lo convirtió en el padrino de los hijos del exfutbolista David Beckham, de quien es amigo personal.

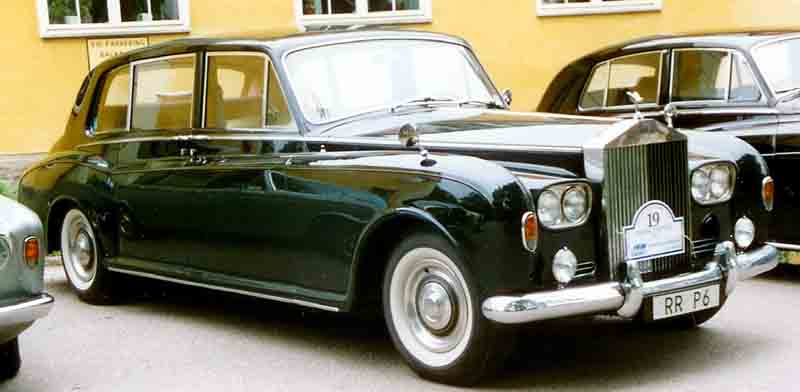
Ejemplar de un Rolls-Royce Phantom VI, similar a uno de sus autos.

Elton John también es amante de los automóviles y se ha llegado a considerar como uno de los grandes coleccionistas del mundo, llegando a poseer casi 30 autos deportivos y de lujo. Su colección inició en 1970 con un Aston Martin azul modelo 1970, luego de regresar de grabar su segundo álbum en Los Ángeles. En su colección se contaban un Ferrari 512 Testarossa de los años 90, un Rolls-Royce Phantom VI, un Jaguar XJ 220, un Ferrari Daytona, un Bentley S1 Continental, un Rolls-Royce Silver Could al que llamó Daisy, un Aston Martin al que llamó la Bestia y que pintó con los colores del equipo Watford, y un Audi R8. 
Los expertos calculan que el cantante ha gastado casi 440 millones de dólares en automóviles. En 2001 decidió vender 20 de estos en una subasta pública por problemas financieros, aunque negó ese motivo, afirmando en su lugar que lo hizo porque no tenía tiempo para conducirlos.

## Filantropía

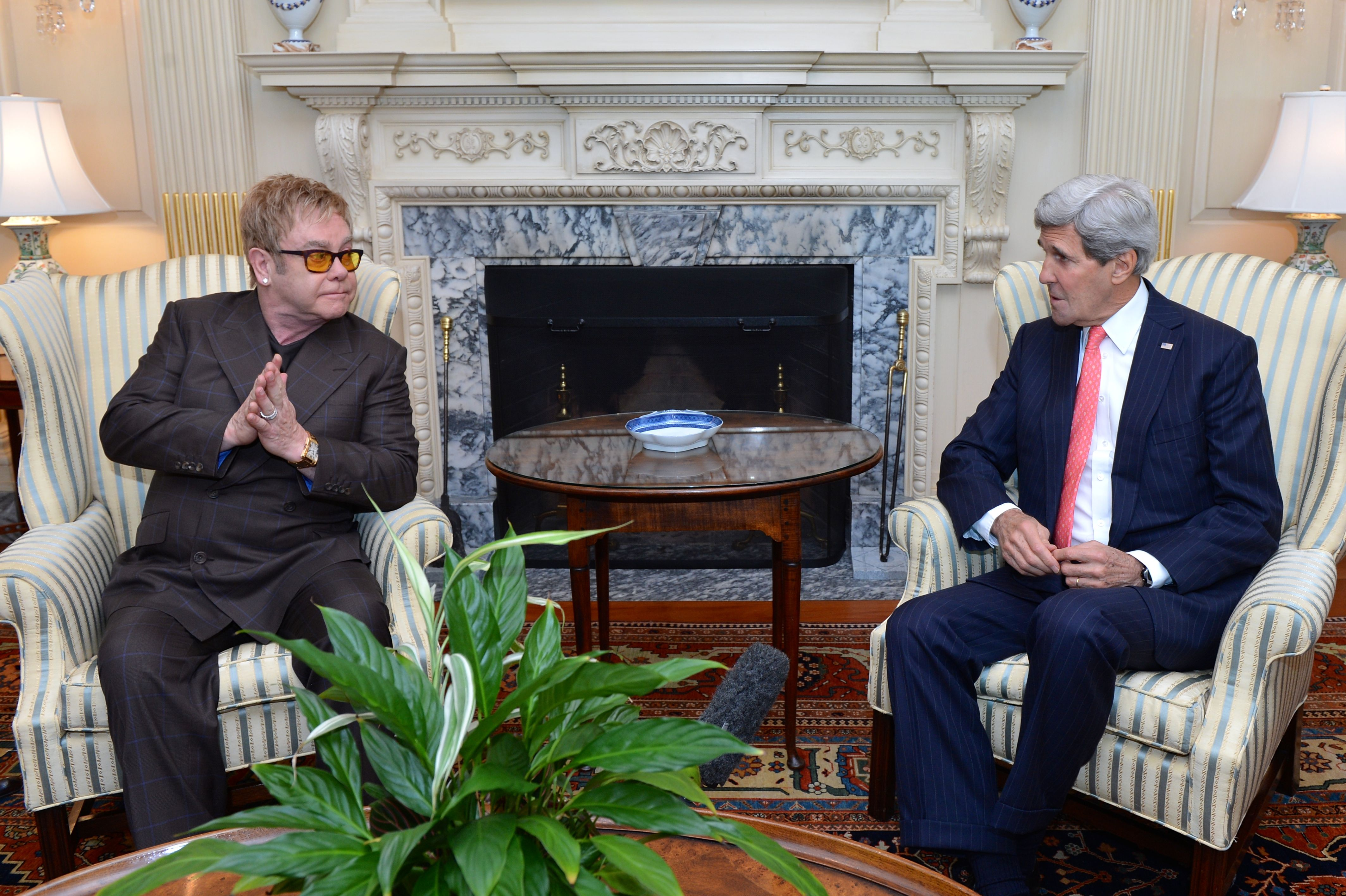
John y John Kerry en una reunión sobre la fundación Elton John contra el VIH/sida en Washington D. C., 24 de octubre de 2014

John es bien conocido por sus esfuerzos filantrópicos y ha participado en eventos de recaudación de fondos de caridad. En 1985, se unió a Dionne Warwick, Gladys Knight y Stevie Wonder para grabar el sencillo «That's What Friends Are For», y las ganancias se donaron a la Fundación para la Investigación sobre el Sida. La canción alcanzó el número uno en los Estados Unidos al año siguiente y ganó el premio Grammy a la mejor interpretación pop de un dúo o grupo con voz. En abril de 1990, John viajó a Indianápolis para estar al lado de Ryan White, un adolescente hemofílico del que había trabado amistad y cuya salud se estaba deteriorando. En vísperas de la muerte de White, actuó en la cuarta edición del concierto benéifco Farm Aid, dedicando su canción «Candle in the Wind» a White.
En 1992, después de perder a dos de sus amigos (el portavoz de VIH/SIDA Ryan White y su colega músico Freddie Mercury) a causa del SIDA en el lapso de un año, John fundó la Fundación Elton John contra el VIH-sida, una organización que ha recaudado más de 600 millones de dólares para apoyar programas e investigaciones, en más de 55 países, en el desarrollo de la cura del VIH. Además, desde 1993, lleva organizando una fiesta después de la ceremonia anual de los Premios Óscar para recaudar fondos. También, para recaudar dinero, John organiza un baile anual llamado White Tie & Tiara Ball en su casa en Old Windsor, Berkshire, al que están invitadas muchas celebridades. El 23 de febrero de 2023, John junto a su fundación donó 125 000 de dólares a través de United24 para comprar diez analizadores de bioquímica y ayudar a garantizar que todos los ucranianos que viven con el VIH puedan seguir accediendo a atención y tratamiento de alta calidad.
Gracias a su labor, John fue reconocido por sus servicios a la caridad dos veces: recibiendo el título de caballero de manos de la reina Isabel II en 1998 y fue nombrado por ella misma miembro de la Orden de los Compañeros de Honor en 2020.

## Legado
John es considerado uno de los artistas más exitosos de la historia de la música. En 2010, John ocupó el puesto número 28 en la lista de "Los 100 mejores artistas de todos los tiempos" de VH1. En su lista de 2019 de los "Mejores artistas de todos los tiempos", Billboard clasificó a John como el mejor artista solista en la historia de las listas de éxitos de Estados Unidos (tercero en general detrás de los Beatles y los Rolling Stones). En 2023, la revista Rolling Stone situó a Elton John en el puesto número 100 de su lista de los 200 mejores cantantes de todos los tiempos. Fue nombrado en 2024, por la revista Time: Icono del año.

### Reconocimientos y logros

John fue incluido en el Salón de la Fama del Rock and Roll en su primer año de elegibilidad en 1994. Él ya había sido incluido en 1992, en el Salón de la Fama de los Compositores. John fue nombrado Comandante de la Orden del Imperio Británico (CBE) en 1995. En octubre de 1975, recibió una estrella en el paseo de la fama de Hollywood. Por su trabajo caritativo, John fue nombrado caballero por la reina Isabel II el 24 de febrero de 1998 por sus servicios a la música y la caridad. En 2019, el presidente francés, Emmanuel Macron, le nombró caballero de la Orden Nacional de la Legión de Honor. En los Honores de Año Nuevo de 2020, el Príncipe Carlos lo nombró Miembro de la Orden de los Compañeros de Honor (CH) por sus servicios a la música y la caridad. En 2022, el presidente de los Estados Unidos, Joe Biden, le otorgó la Medalla Nacional de Humanidades por su labor con las humanidades.
En cuanto a sus premios musicales, incluyen dos Premios Óscar a mejor Canción Original por «Can You Feel the Love Tonight» de El Rey León y por «(I'm Gonna) Love Me Again» de la película Rocketman, dos premios Globo de Oro en 1994 y 2019 a la Mejor Canción Original, y en 2000 el Premio Tony a la Mejor Banda Sonora Original para Aida, premio compartido junto a Tim Rice. Además, John cuenta hasta con un total de seis Premios Grammy de sus más de 30 nominaciones a lo largo de los años. El 15 de enero de 2024, John ganó un Premio Primetime Emmy por su documental Elton John: Farewell from Dodger Stadium retransmitido en directo; en la categoría de Mejor especial de variedades (en vivo), por lo que pasó a ser parte de la famosa lista de los EGOT, término utilizado para las selectas personas que han ganado un Emmy, un Grammy, un Óscar y un Tony en su carrera.
En el año 2000, fue nombrado la Persona del año MusiCares, que es un premio otorgado anualmente por la Academia Nacional de Artes y Ciencias de la Grabación.
Premios Óscar
| Año  | Categoría              | Canción                         | Película                   | Resultado |
| ---- | ---------------------- | ------------------------------- | -------------------------- | --------- |
| 1994 | Mejor canción original | «Can You Feel the Love Tonight» | El Rey León                | Ganador   |
| 1994 | Mejor canción original | «Circle of Life»                | El Rey León                | Nominado  |
| 1994 | Mejor canción original | «Hakuna Matata»                 | El Rey León                | Nominado  |
| 2019 | Mejor canción original | «(I'm Gonna) Love Me Again»     | Rocketman                  | Ganador   |
| 2024 | Mejor canción original | «Never Too Late»                | Elton John: Never Too Late | Nominado  |

## Discografía

### Álbumes de estudio
| - 1969: Empty Sky - 1970: Elton John - 1970: Tumbleweed Connection - 1971: Madman Across the Water - 1972: Honky Château - 1973: Don't Shoot Me, I'm Only the Piano Player - 1973: Goodbye Yellow Brick Road - 1974: Caribou - 1975: Captain Fantastic and the Brown Dirt Cowboy | - 1975: Rock of the Westies - 1976: Blue Moves - 1978: A Single Man - 1979: Victim of Love - 1980: 21 at 33 - 1981: The Fox - 1982: Jump Up! - 1983: Too Low for Zero - 1984: Breaking Hearts - 1985: Ice on Fire - 1986: Leather Jackets | - 1988: Reg Strikes Back - 1989: Sleeping with the Past - 1992: The One - 1995: Made in England - 1997: The Big Picture - 2001: Songs from the West Coast - 2004: Peachtree Road - 2006: The Captain & the Kid - 2013: The Diving Board - 2016: Wonderful Crazy Night - 2021: Regimental Sgt. Zippo |

| - 1993: Duets - 2010: The Union con Leon Russell - 2012: Good Morning to the Night Elton John vs. Pnau - 2021: The Lockdown Sessions - 2025: Who Believes In Angels? con Brandi Carlile - 1971: 11-17-70 - 1976: Here and There - 1987: Elton John live in Australia with the Melbourne Symphony Orchestra - 2000: Elton John One Night Only – The Greatest Hits - 1971: Friends - 1994: The Lion King - 1999: Elton John and Tim Rice's Aida - 1999: The Muse - 2000: The Road to El Dorado - 2006: Billy Elliot the Musical - 2011: Gnomeo & Juliet - 2019: Rocketman | - 1979: The Thom Bell Sessions - 1989: The Complete Thom Bell Sessions - 2003: Remixed - 1974: Greatest Hits - 1977: Greatest Hits Volume II - 1980: Lady Samantha - 1982: Love Songs - 1984: The Superior Sound of Elton John [1970–1975] - 1985: Your Songs - 1987: Greatest Hits Volume III - 1990: The Very Best of Elton John - 1990: To be continued... - 1992: Rare Masters - 1992: Greatest Hits 1976–1986 - 1995: Love Songs - 2002: Greatest Hits 1970-2002 - 2007: Rocket Man: The Definitive Hits - 2017: Diamonds - 2020: Jewel Box |

### Colaboraciones
- 1976: Don't Go Breaking My Heart con Kiki Dee.
- 1985: That's What Friends Are For con Dionne Warwick, Gladys Knight y Stevie Wonder.
- 1987: Don’t Let the Sun Go Down on Me con George Michael.
- 1993: Don't Go Breaking My Heart con RuPaul.
- 1994-1998: Face To Face Tour con Billy Joel.
- 2001: Stan con Eminem (en los Premios Grammy 2001).
- 2002: Sorry Seems to Be the Hardest Word (EP) con Blue.
- 2005: Ghetto Gospel con 2Pac.
- 2008ː Joseph, Better You Than Me con The Killers, del EP (RED) Christmas.
- 2013: ARTPOP con Lady Gaga, del álbum homónimo.
- 2013: Save Rock And Roll con Fall Out Boy, del álbum homónimo.
- 2016ː Sick Love con Red Hot Chilli Peppers, del álbum The Getaway.
- 2019: I'm Gonna Love Me Again con Taron Egerton, del álbum Rocketman.
- 2020: Ordinary Man con Ozzy Osbourne, del álbum homónimo.
- 2020: Sine From Above con Lady Gaga, del álbum Chromatica.
- 2020: The Pink Phantom con Gorillaz (feat. 6LACK), del álbum Song Machine, Season One: Strange Timez.
- 2021: Chosen Family con Rina Sawayama, del álbum Sawayama.
- 2021: It's A Sin con Years & Years.
- 2021ː Nothing Else Matters con Miley Cyrus, WATT, Yo-Yo Ma y Robert Trujillo, del álbum The Metallica Blacklist.
- 2021ː Cold Heart (PNAU Remix) con Dua Lipa.
- 2021ː After All con Charlie Puth.
- 2021ː Merry Christmas con Ed Sheeran, del álbum =
- 2021ː Sausages Rolls for Everyone con Ed Sheeran, de LadBaby.
- 2022: Picture con Eddie Vedder.
- 2022: Hold Me Closer con Britney Spears.

## Filmografía
- Born to Boogie (1972), como sí mismo, junto a Marc Bolan y Ringo Starr.
- Tommy (1975), como Pinball Wizard.
- Spice World (1997), como él mismo.
- Elton John: Tantrums & Tiaras (1997), una autobiografía de él mismo.
- The Nanny (1997), como él mismo, episodio 2 (temporada 5).
- The Simpsons (1999), cómo el mismo, episodio:I'm with Cupid (temporada 10).
- The Road to El Dorado (2000), como narrador.
- The Country Bears US (2002), como él mismo.
- Elton John: Me, Myself & I (2007), una autobiografía suya.
- Brüno (2009), como él mismo.
- $ellebrity (2012), como él mismo.
- Kingsman: The Golden Circle (2017), como él mismo.
- Rocketman (2019), película biográfica distribuida por Paramount Pictures.
- Demi Lovato: Dancing with the Devil (2021), como él mismo[175]
- Elton John en directo: Farewell from Dodger Stadium (2022), concierto retransmitido por Disney+.[176]
- Never too late (2024), documental autobiográfico.[177]

## Giras y conciertos
Desde su inicio, en 1969, John ha realizado más de 4000 conciertos y actuaciones en más de 80 países por todo el mundo.
| - Elton John 1970 World Tour (1970) - Goodbye Yellow Brick Road Tour (1973-1974) - Caribou Tour (1974) - West of the Rockies Tour (1975) - Louder Than Concorde Tour (1976) - A Single Man Tour (1979) - Elton John's 1979 tour of the Soviet Union (1979) - 1980 World Tour (1980) - Jump Up Tour (1982-1983) - Too Low for Zero Tour (1984) - European Express Tour (1984) - Breaking Hearts Tour (1984) - Ice on Fire Tour (1985-1986) - Tour De Force (1986) - Reg Strikes Back Tour (1988-1989) - Reg Strikes Back Tour (1988-1989) - Sleeping with the Past Tour (1989-1990) | - The One Tour (1992-1993) - Face to Face 1994; con Billy Joel (1994) - Face to Face 1995; con Billy Joel (1995) - Made in England Tour (1995) - Big Picture Tour (1997-1998) - Face to Face 1998; con Billy Joel (1998) - An Evening with Elton John (1999) - Medusa Tour (1999-2000) - Stately Home Tour (2000) - Face to Face 2001; con Billy Joel (2001) - 2001 Solo Tour (2001) - Songs from the West Coast Tour (2001-2002) - Face to Face 2002; con Billy Joel (2002) - A Journey Through Time (2002) - Elton John 2003 Tour (2003) - Face to Face 2003; con Billy Joel (2003) - Elton John 2004 Tour (2004) - Peachtree Road Tour (2004-2005) | - Elton John 2006 European Tour (2006) - The Captain and the Kid Tour (2006-2008) - Rocket Man: Greatest Hits Live (2007-2010) - Face to Face 2009; con Billy Joel (2009) - Face to Face 2010; con Billy Joel (2010) - Elton John 2010 European Tour (2010) - The Union Tour; con Leon Russell (2010) - Greatest Hits Tour (2011-2012) - 40th Anniversary of the Rocket Man (2012-2013) - The Diving Board Tour (2013-2014) - Follow the Yellow Brick Road Tour (2014) - All the Hits Tour (2015) - The Final Curtain Tour (2015) - Wonderful Crazy Night Tour (2016-2018) - Farewell Yellow Brick Road (2018-2023) |